# ماكس بوم
ماكس بوم (بالإنجليزية: Max Bohm)‏ ( 1868 – 1923م) مصور موضوعات بحرية ولوحات جدارية، أمريكي تعرض لوحاته في متحف الولايات المتحدة ومن أهمها: «الطبيعة و الخيال» .